# Nikolaus Milies
Nikolaus Milies (urkundlich auch Clawys Mylres oder Clawus Mylges) war neben Arnd Stuke wichtigster Hauptmann der „ersten Generation“ der Vitalienbrüder.
Als Anführer der Seeräuber bis 1395 gelten vor allem Arnd Stuke und Nikolaus Milies. Einer Urkunde aus dem Jahre 1392 nach stammt Milies aus dem Ratzeburger Stift. Gemeinsam mit Stuke war er maßgeblich an der Gefangennahme des Bischofs Thord Gunnarsson von Strängnäs beteiligt, die sich im selben Jahre auf der Fahrt zu den Verhandlungen von Vordingborg ereignete. Am 6. Dezember 1393 wird er als einer der vitalienbroders genannt.